# Greding
Greding é um município da Alemanha, situado no distrito de Roth, no estado da Baviera. Tem 103,80 km² de área, e sua população em 2019 foi estimada em 7.163 habitantes.